# Charles Armstrong
Charles Ewing Armstrong (Filadèlfia, Pennsilvània, 23 d'octubre de 1881 – West Point, Pennsilvània, 12 de març de 1952) va ser un remer estatunidenc que va competir a primers del segle xx.
El 1904 va prendre part en els Jocs Olímpics de Saint Louis, on va guanyar la medalla d'or en la prova de vuit amb timoner del programa de rem.